# Brukstjärnen, Medelpad
Brukstjärnen är en sjö i Sundsvalls kommun i Medelpad och ingår i Ljungans huvudavrinningsområde.